# Аборты в Эквадоре
Аборт в Эквадоре является незаконным, за исключением случаев, когда он проводится в случае угрозы жизни или здоровью беременной женщины (когда эту угрозу невозможно предотвратить другими способами) или когда беременность наступила в результате изнасилования, включая, но не только, сексуальное насилие против психически неполноценной женщины, если её законный представитель дал согласие на аборт. В 2021 году Конституционный суд Эквадора постановил декриминализировать аборты во всех случаях изнасилования.
Министерство здравоохранения предоставляет рекомендации по медикаментозному аборту. 
В Эквадоре существует сильная политическая оппозиция абортам; в 2013 году тогдашний президент Рафаэль Корреа пригрозил уйти в отставку, если закон об абортах будет либерализован. По состоянию на 2015 год в расследовании находилось около 100 уголовных дел о незаконных абортах. 
В 2015 году Конвенция о ликвидации всех форм дискриминации женщин призвала Эквадор декриминализировать аборты в случаях изнасилования и инцеста (по закону в то время аборт был законен только в том случае, если женщина психически неполноценна) и тяжёлых нарушений плода (аборт в таком случае также является незаконным). 